# Adel Imam
Adel Imam, noto anche come Adel Emam (in arabo عادل إمام‎?; Mansura, 17 maggio 1940), è un attore e comico egiziano.

## Biografia
Dopo aver ottenuto una laurea in scienze agrarie ottenuta all'Università del Cairo, è comparso in oltre cento film e dieci commedie ed è divenuto grazie alla sua attività uno degli attori più popolari in Egitto e nel mondo arabo.
La sua lunga carriera gli ha permesso di ricevere diverse lodi nonostante la sua fisionomia stravagante per il ruolo non di attore secondario bensì di protagonista, capace di interpretare personaggi di ogni livello sociale e in situazioni diverse. Infatti Imam è passato per diversi generi di comicità, dallo slapstick (comicità basata sul linguaggio del corpo), alla farsa, incentrandosi spesso sulla comicità che scaturisce dall'ambiguità di parole e frasi con doppio senso e dal fraintendimento.
Imam tuttavia è fondamentalmente un attore comico anche se ha talvolta interpretato ruoli seri, specialmente nei suoi primi film, nei quali combinava commedia e romanzesco.
Nel gennaio 2000 Imam è stato inoltre nominato dall'ONU come Ambasciatore di benevolenza per l'UNHCR, per il quale si impegna a favore della causa dei rifugiati. A favore di tale causa ha partecipato anche ai film Morgan Ahmed Morgan e Hassan and Marcus, che trattano questo tema.
Infine ha interpretato commedie come Al-Zaeem, che mettono in ridicolo e criticano le dittature e i regimi non democratici, e che sono state interpretate come una critica - più o meno velata - al governo e al presidente egiziani e gli hanno dato la fama di un attore critico nei confronti delle istituzioni.

### Vita privata
Imam è sposato e ha tre figli, fra cui il giovane regista Rami Imam e Mohamed Imam che ha anche interpretato un ruolo nel film The Yacoubian Building. L'attore Mustafa Metwalli (1949-2000) era suo cognato, mentre ha dichiarato in una trasmissione televisiva che Amin Shalaby, Younes Shalaby (1941-2007) e Saeed Saleh (1938-2014) sono stati i suoi migliori amici sin dall'università.

## Filmografia

### Cinema
Imam compare in oltre cento film, è riportata a seguire una lista dei principali.
| Anno | Film                                     | Nome inglese                                     | Ruolo              |
| ---- | ---------------------------------------- | ------------------------------------------------ | ------------------ |
| 2009 | Bobbos                                   | Bobbos                                           | Mohsen Hendawi     |
| 2008 | Hassan w Morqos                          | Hassan and Marcus                                | Booless / Hassan   |
| 2007 | Morgaan Ahmed Morgaan                    | Morgaan Ahmed Morgaan                            | Morgaan            |
| 2006 | Omaret Yakobean                          | The Yacoubian Building                           | Zakki              |
| 2005 | Al-Sefara Fil-Emara                      | The Embassy in the Building                      | Shereef            |
| 2004 | Arees Menn Gehha Amneya                  | A Security Service Groom                         | Khattaab           |
| 2003 | Al-Tagroba Al-Danemarkeya                | The Danish Experience                            | Qadri              |
| 2002 | Ameer Al-Zalaam                          | Prince of Darkness                               | Saeed Al-Masri     |
| 2000 | Bekheet w Adeela 3: Hello America        | Bekheet and Adeela 3: Hello America              | Bekheet            |
| 1999 | El-Wad Mahroos Betaa El-Wazeer           | Mahroos; The Minister's Guy                      | Mahroos            |
| 1998 | Ressala Ila Al-Wali                      | A Message to the Prefect                         | Harfoosh           |
| 1997 | Bekheet w Adeela 2: El-Gardal wel-Kanaka | Bekheet and Adeela 2: The Pail and the Coffeepot | Bekheet            |
| 1996 | Al-Nom fil-Assal                         | Honey Sleeping                                   | Colonel Magdi      |
| 1995 | Bekheet w Adeela                         | Bekheet and Adeela                               | Bekheet            |
| 1995 | Toyoor Al-Zalaam                         | Birds of Darkness                                | ?                  |
| 1994 | Al-Erhabi                                | The Terrorist                                    | Ali                |
| 1993 | Al-Mansi                                 | The Forgotten                                    | Youssef            |
| 1993 | Al-Erhab wal-Kabab                       | Terror and Kebab                                 | Ahmed              |
| 1991 | Mossaggal Khatar                         | Registered Criminal                              | Sayyed Kabaki      |
| 1991 | Al-Le'b Maa Al-Kobar                     | Playing with the Big                             | Hassan Bahlool     |
| 1991 | Shams Al-Zanati                          | Shams Al-Zanati                                  | Shams              |
| 1990 | Geziret Al-Shaytan                       | The Devil Island                                 | ?                  |
| 1990 | Hanaffi El-Obbaha                        | Hanaffi El-Obbaha                                | Hanaffi            |
| 1989 | Al-Mooled                                | The Festival                                     | Barakaat / Heema   |
| 1987 | Al-Nemr wal-Ontha                        | The Tiger and the Woman                          | Waheed             |
| 1986 | Salaam ya Sahbi                          | Regards, My Friend                               | Marzooq            |
| 1986 | Karakon fil-Share'                       | Karakon in the Street                            | Shereef El-Masri   |
| 1985 | Khalli Balak Menn Aqlak                  | Watch for Your Brain                             | Wael               |
| 1985 | Al-Halfoot                               | The Vile                                         | Arafa Mashaweer    |
| 1985 | Al-Ens wal-Genn                          | Humans and Jinns                                 | A Jinn             |
| 1985 | Ramadan Foaq Al-Borkan                   | Ramadan on Volcano                               | Ramadan            |
| 1985 | Zoag Taht Al-Talab                       | A Husband on Demand                              | Mamdooh Feteiha    |
| 1984 | Meen Fina El-Harami                      | Which of Us is the Thief                         | Shereef / Hussein  |
| 1984 | Hatta La Yateer Al-Dokhan                | So That Smoke Does Not Fly Away                  | Fahmy Abdel-Hady   |
| 1984 | Ehtarres Menn Al-Khott                   | Beware of the Felon                              | Khossoussi         |
| 1984 | Ana Elli Qatalt Al-Hanash                | I Killed the Snake                               | Hassanein          |
| 1984 | Al-Avokato                               | The Advocate                                     | Hassan Sabanekh    |
| 1984 | Wahda Be-wahda                           | One for One                                      | Salah Fouad        |
| 1984 | Etnein Ala Al-Tareeq                     | Two on the Road                                  | ?                  |
| 1983 | Wala Menn Shaf Wala Menn Derri           | Unseen and Unknown                               | Morsi              |
| 1983 | Al-Harreef                               | The Super Player                                 | Farres             |
| 1983 | Hobb fil-Zenzana                         | Love in Prison Cell                              | Salah              |
| 1983 | Khamsa Bab                               | Five Doors                                       | ?                  |
| 1983 | Al-Ghool                                 | The Ghoul                                        | Adel               |
| 1983 | Al-Motassawwel                           | The Beggar                                       | Hassanein          |
| 1983 | Antar Shayel Seifoh                      | Antar Holding His Sword                          | Antar              |
| 1982 | Essabet Hamada w Sussu                   | Hamada and Sussu's Mob                           | Hamada Al-Zeftawi  |
| 1982 | Ala Bab Al-Wazeer                        | At Al-Wazeer Gate                                | Kamal              |
| 1981 | Laylat Shetaa Dafe'a                     | A Warm Winter Night                              | ?                  |
| 1981 | Al-Mashbooh                              | The Suspect                                      | Maher Sayyed Ali   |
| 1981 | Al-Ensan Yaeesh Marra Wahedda            | A Man Lives Once                                 | ?                  |
| 1981 | Entakhebo Dr. Seliman Abdel-Basset       | Vote in Dr. Seliman Abdel-Basset                 | Dr. Seliman        |
| 1981 | Ommahat fil-Manfa                        | Mothers in Exile                                 | ?                  |
| 1980 | Ghawi Mashakel                           | Trouble Seeker                                   | Medhat             |
| 1980 | Shaaban Taht Al-Sefr                     | Shaaban Under Zero                               | Shaaban            |
| 1980 | Raggol Faqad Aqloh                       | A Man Lost His Mind                              | Zakki              |
| 1980 | Azkeyaa Lakken Aghbeyaa                  | Smart but Idiots                                 | Zaghlool / Baheera |
| 1980 | Al-Gaheem                                | The Hell                                         | Ramzy              |
| 1979 | Al-Khedaa Al-Khafeyya                    | The Invisible Trick                              | ?                  |
| 1979 | Moghameroon Hawl Al-Aalam                | Adventurers Around the World                     | Mamdooh            |
| 1979 | Ehna Btou Al-Otobees                     | We Are the Bus Guys                              | Gaber              |
| 1979 | Khalli Balak Menn Giranak                | Watch for Your Neighbors                         | Ahmed              |
| 1979 | Ragab Foaq Safeeh Sakhen                 | Ragan on A Hot Tin                               | Ragab              |
| 1979 | Qattel Maqatalsh Hadd                    | A Murderer With No Murders                       | Adel               |
| 1978 | Al-Loaba                                 | The Game                                         | ?                  |
| 1978 | Shabab Yarqos Fawq Al-Nar                | The Young Dancing on Fire                        | Adel               |
| 1978 | Eib ya Lulu, Ya Lulu Eib                 | Shame on You, Lulu! Lulu, Shame on You!          | Shehab             |
| 1978 | Al-Baad Yazhab lel-Maazoun Marratayn     | Some Visits Marriage Office Twice                | Massoud            |
| 1978 | Al-Mahfaza Maaya                         | I have the Wallet                                | Atwa               |
| 1977 | Gens Naaem                               | Soft Gender                                      | Adel               |
| 1977 | Al-Azwag Al-Shayateen                    | Devil Husbands                                   | Mamdooh            |
| 1977 | Harami Al-Hobb                           | Thief of Love                                    | ?                  |
| 1977 | Zahret Al-Banafseg                       | The Violet Rose                                  | Nasser             |
| 1976 | Gawaz Ala Al-Hawa                        | Marriage on Air                                  | ?                  |
| 1976 | Mamnoo' fi Leilet Al-Dokhla              | Forbidden on Wedding Night                       | Tahseen            |
| 1976 | Azwag Ta'eshoon                          | Reckless Husbands                                | Shereef            |
| 1976 | Mallek El-Taks                           | Taxi King                                        | ?                  |
| 1975 | Al-Bahs Aan Al-Mataaeb                   | Finding Troubles                                 | ?                  |
| 1975 | Sabreen                                  | Sabreen                                          | ?                  |
| 1975 | Alo Ana Al-Otta                          | Hello I am the Cat                               | Mahboob            |
| 1975 | El-Koll Awez Yehebb                      | All Want to Love                                 | ?                  |
| 1974 | Shayateen Ila Al-Abadd                   | Devils Forever                                   | ?                  |
| 1974 | 24 Saah Hobb                             | 24 Hours of Love                                 | ?                  |
| 1974 | Al-Mohemm Al-Hobb                        | Love is All That Matters                         | ?                  |
| 1973 | Kalam fil-Hobb                           | Words About Love                                 | ?                  |
| 1973 | Shei' Men Al-Hobb                        | A Bit of Love                                    | ?                  |
| 1973 | Endama Yoghanni Al-Hobb                  | When Love Sings                                  | ?                  |
| 1973 | Al-Shayateen wal-Kora                    | Devils and Soccer                                | ?                  |
| 1972 | Adwaa Al-Madina                          | City Lights                                      | ?                  |
| 1971 | Banat fil-Gamaa                          | Girls in College                                 | Ebrahim            |
| 1971 | Mozakkarat al-Anessa Manal               | Ms. Manal's Diaries                              | ?                  |
| 1971 | Rehla Lazeeza                            | Sweet Journey                                    | ?                  |
| 1971 | Shabab fil-Aassefa                       | Young Men in Storm                               | ?                  |
| 1971 | Al-Bahs aan Fadeeha                      | Finding A Scandal                                | Magdy              |
| 1971 | Gharam fil-Tareeq al-Zeraee              | Love on the Country Road                         | ?                  |
| 1971 | Al-Boyoot Asraar                         | House Secrets                                    | ?                  |
| 1970 | Borg Al-Azraa                            | Virgo                                            | Ameen              |
| 1970 | Al-Maraya                                | The Mirror                                       | ?                  |
| 1970 | Redda Bond                               | Redda Bond                                       | Redda              |
| 1970 | Bahebbek ya Helwa                        | Love You, Sweetie                                | ?                  |
| 1970 | Hobb Al-Morahiqat                        | Love of Teenage Girls                            | ?                  |
| 1969 | Sabaa Ayyam fil-Ganna                    | Seven Days in Paradise                           | ?                  |
| 1969 | Fataat Al-Esteraad                       | The Show Girl                                    | ?                  |
| 1969 | Ana Al-Doktor                            | I am the Doctor                                  | ?                  |
| 1969 | Al-Nas Elli Gowwa                        | The People Inside                                | ?                  |
| 1969 | Ana w Merati wel-Gaww                    | Me, My Wife, and My Girlfriend                   | ?                  |
| 1969 | Lossous Lakken Zorafaa                   | Thieves but Funny                                | Esmaeel            |
| 1969 | Noss Saa Gawaz                           | A Half-Hour Marriage                             | Sameh              |
| 1968 | Afreet Merati                            | My Wife's Ghost                                  | Shafee             |
| 1968 | Helwa w Shaqeyya                         | Pretty and Naughty                               | ?                  |
| 1968 | Kayfa Tasraq Mellyoneir                  | How to Steal a Millionaire                       | Ashoor             |
| 1968 | Afrah                                    | Joy                                              | ?                  |
| 1968 | Hekayet Talat Banat                      | A Tale of Three Girls                            | ?                  |
| 1967 | El-Ragel Da Hayganneni                   | This Man Drives Me Nuts                          | ?                  |
| 1967 | Al-Khoroog Men Al-Ganna                  | Leaving Paradise                                 | ?                  |
| 1967 | Karamat Zawgatti                         | My Wife's Dignity                                | Ameen              |
| 1966 | Sayyed Darweesh                          | Sayyed Darweesh                                  | ?                  |
| 1966 | Talat Lossous                            | Three Thieves                                    | Thief #2           |
| 1966 | Merati Modeer Aam                        | My General Manager Wife                          | ?                  |
| 1966 | Agaza bel-Afya                           | Vaccation by Force                               | Bastawissi         |
| 1965 | Al-Modeer Al-Fanni                       | The Technical Manager                            | ?                  |
| 1965 | Al-Oqalaa Al-Thalatha                    | The Three Wise                                   | ?                  |
| 1964 | Ana w Howwa w Heyya                      | He, She, and I                                   | ?                  |

### Serie TV
| Anno | Nome serie                  | Nome serie in inglese        | Ruolo            |
| ---- | --------------------------- | ---------------------------- | ---------------- |
| 2011 | Al-Arraf                    | The Godfather                | tanti nomi       |
| 2010 | Ferqet Naggi Attallah       | Naggi Attallah's Team        | Naggi Attallah   |
| 1980 | Domoo fi Oyoon Waqehha      | Tears in Bold Eyes           | Gomaa Al-Shawwan |
| 1978 | Kayfa Takhsar Melyon Geneih | How to Lose A Million Pounds | Hamza            |
| 1978 | Ahlam Al-Fata Al-Taer       | Dreams of The Flying Boy     | Ebrahim Al-Tayer |
| 1973 | Al-Raggol wal-Dokhan        | The Man and the Smoke        | Bassyouni        |
| 1971 | Al-Fannan wal-Handassa      | Artist and Engineering       | ?                |

## Teatro
| Anno | Opera                     | Nome opera in inglese            | Ruolo               |
| ---- | ------------------------- | -------------------------------- | ------------------- |
| 1999 | Bodigard                  | Body Guard                       | ?                   |
| 1998 | Al-Zaeem                  | The Chief / The Leader           | The Leader / Zenhom |
| 1984 | Al-Wad Sayyed Al-Shaghaal | Sayyed the Servant               | Sayyed              |
| 1987 | Shahed Mashafsh Haga      | A Witness Who Saw Nothing        | Sarhan Abdel-Bassir |
| 1975 | Gharameyyat Afifi         | Afifi's Love Affairs             | Khaleefa            |
| 1973 | Madrasset Al-Moshaghbeen  | School of Troublemakers          | Bahgat Al-Abassiri  |
| 1970 | Enti Fein Wana Fein       | See Where You Are and Where I am | Heikal              |
| 1967 | Zat Al-Bijama Al-Hamraa   | Woman in Red Pajamas             | ?                   |
| 1964 | Ana w Howwa w Heyya       | He, She, and I                   | Dossouqi            |